# 徐展堂

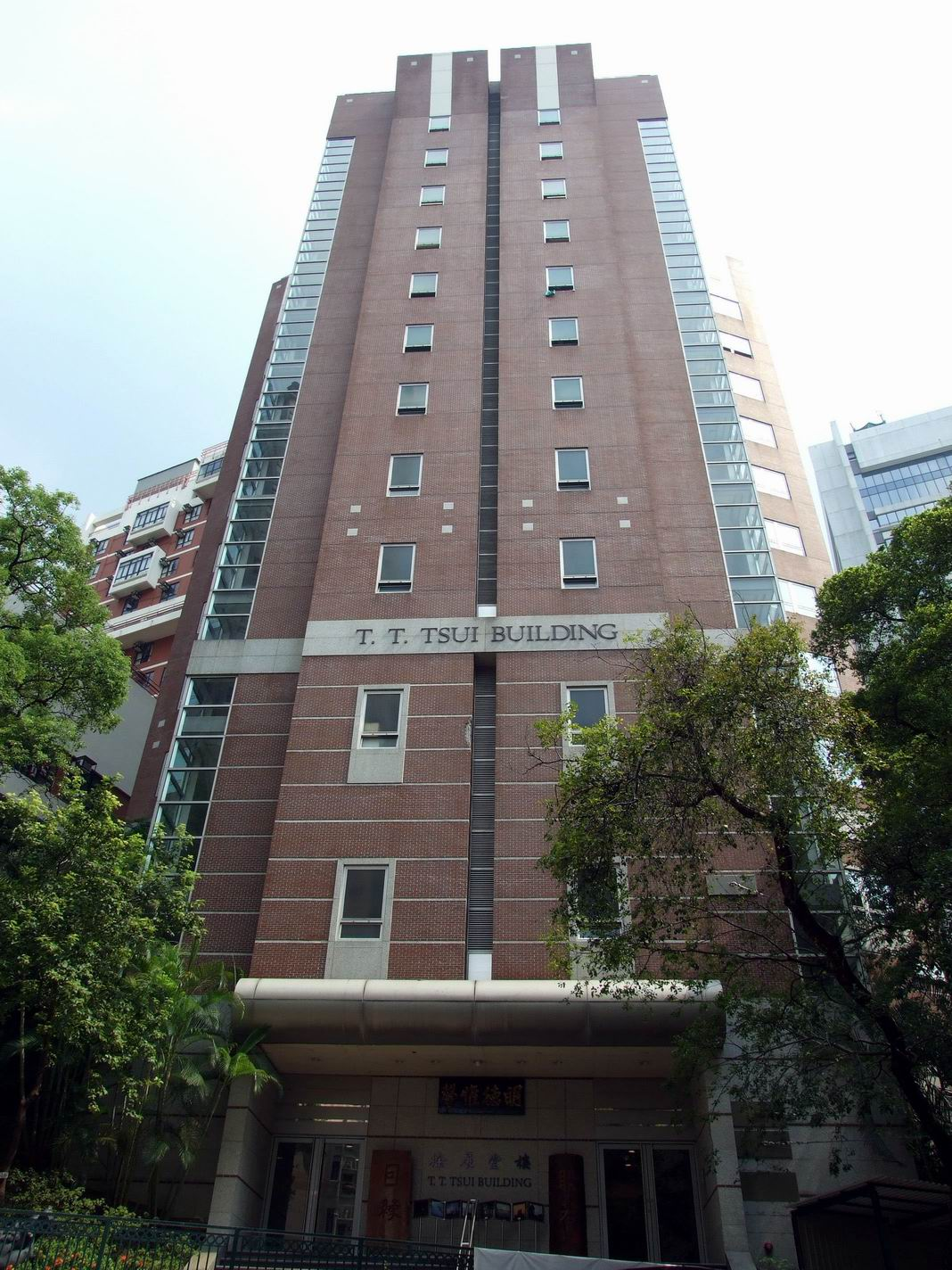
香港大學徐展堂樓

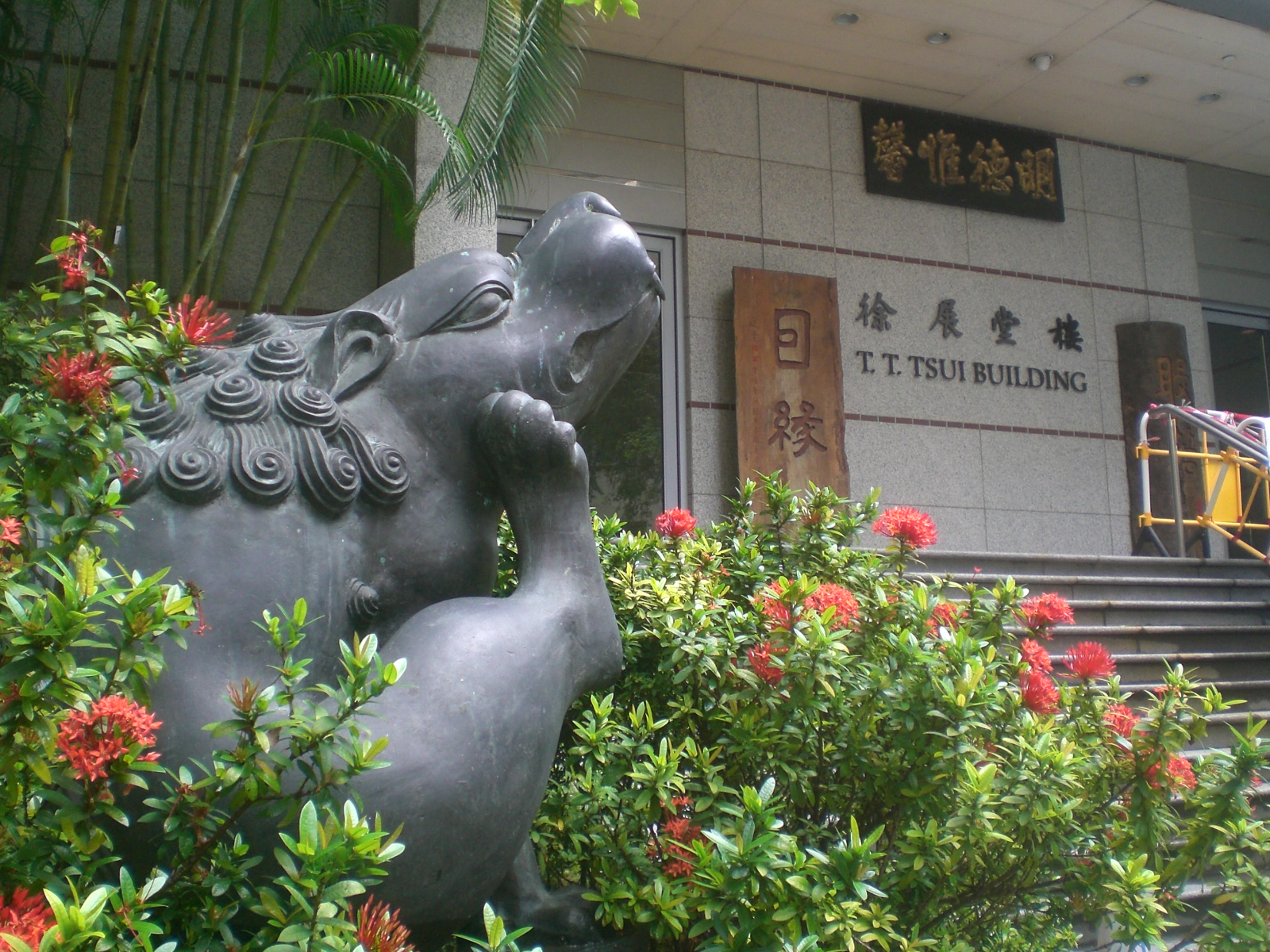
香港大學徐展堂樓(2)

徐展堂，GBS，JP（1940年12月9日—2010年4月2日），男，江蘇宜興人，生於江西吉安，香港商人、實業家、經濟冒險家，慈善家及藝術文物收藏家。

## 生平
徐展堂1950年隨家人走難來香港，1954年父親因肺病去世，他與母親、弟妹相依為命。少年時代做過銀行信差、餐館雜工等。1957年創業，經營食肆、油漆、廣告招牌製作、裝修等。1970年代初，香港經濟蕭條，徐展堂冒險大手購入股票、房地產，因此致富。1980年代初，中英關於九七問題談判，香港地產低潮，徐展堂又再出擊，兩次成功，奠定其經濟基礎。之後收購香港老字號中華製漆廠、香港城巴集團和英國倫敦首都城巴、北海集團，成為跨越香港、新加坡、中國大陸等國度的企業家集團。徐展堂的投資興趣還包括能源、基建、汽車等。
徐展堂1993年當選為第八屆全國政協常委，是當時最年輕的全國政協常委，也是最資深的港區全國政協常委，同時又被中方委任為港事顧問、預委會委員、特區籌委會委員、推選委員會委員等。2001年獲香港特區政府頒授金紫荊星章。
徐展堂亦是其「古董大亨」的美譽。在過去20年斥巨資從蘇富比、佳士得等拍賣會購回的珍貴文物多達5000多件，包括陶瓷、青銅器、玉器、家具、牙角器等，保守估計總值10多億港元，藏量媲美國家級博物館。
2010年3月5日兩會期間，在北京寓所爆血管暈倒，送院後被證實腦死亡，同年4月2日早上11時在北京協和醫院逝世，終年69歲。

## 社會地位
- 香港北海集團(港交所：0701)執行董事
- 2001年金紫荊星章
- 太平紳士勳銜
- 港事顧問
- 第八、九、十、十一屆全國政協常委
- 東華三院董事、總理、副主席、主席、顧問等
- 微笑行動中國基金會委員會主席
- 香港公益金董事
- 香港羽毛球協會主席
- 香港大學徐展堂藝術館、徐展堂樓贊助人
- 澳洲政府最高國家藝術勳章
- 美國雜誌《WORLDLINK》1991年世界藝術大使
- 法國亞洲文化藝術協會主席
- 香港科技大學court membership 之Honorary Members
- 東華三院徐展堂學校及徐展堂幼稚園
- 加拿大保護中國文物基金會名譽主席